# Sept-Rivières
Sept-Rivières è una municipalità regionale di contea del Canada, localizzata nella provincia del Québec, nella regione di Côte-Nord.
Il suo capoluogo è Sept-Îles.

## Suddivisioni
City e Town
- Sept-Îles
- Port-Cartier

Territori non organizzati
- Rivière-Nipissis
- Lac-Walker

Riserve native (Non associate alla RCM)
- Maliotenam
- Uashat